# Seorsus aequatorius
Seorsus aequatorius är en myrtenväxtart som beskrevs av Barbara Lynette Rye och Malcolm Eric Trudgen. Seorsus aequatorius ingår i släktet Seorsus och familjen myrtenväxter. Inga underarter finns listade i Catalogue of Life.